# Ute Radespiel
Ute Radespiel (* 1964) ist eine deutsche Biologin und Primatologin. Ihr Forschungsschwerpunkt sind die Lemuren.

## Leben
Nach einem Biologiestudium von 1983 bis 1985 erlangte Radespiel ihr erstes Diplom an der Universität Regensburg. Von 1985 bis 1990 studierte sie an der Georg-August-Universität Göttingen, wo sie mit der Arbeit Die räumlichen und sozialen Strukturen innerhalb einer Familie von Weissbüschelaffen (Callithrix jacchus ERXLEBEN 1777) unter dem experimentellen Einfluss der zeitweiligen Abwesenheit der Eltern diplomierte. Von Januar 1995 bis April 1996 war sie wissenschaftliche Assistentin beim Deutschen Primatenzentrum in Göttingen. Ab Mai 1996 war sie zunächst wissenschaftliche Assistentin und von Februar bis Dezember 1998 war sie wissenschaftliche Mitarbeiterin am Institut für Zoologie der Tierärztlichen Hochschule Hannover. Im Februar 1998 wurde sie mit der Dissertation Die soziale Organisation des grauen Mausmakis (Microcebus murinus, J. F. Miller 1777): eine freilandökologische und laborexperimentelle Studie zum Doktor der Naturwissenschaften an der Universität Hannover promoviert. Von Januar bis Dezember 1999 forschte sie im Rahmen eines Postdoktorandenstipendiums am Institute of Zoology in London und an der Cardiff School of Biosciences. Von Januar 2000 bis November 2001 war sie erneut als wissenschaftliche Mitarbeiterin am Institut für Zoologie der Tierärztlichen Hochschule Hannover tätig. Von Dezember 2001 bis September 2002 war sie Hochschulassistentin und von September 2002 bis Dezember 2005 war sie akademische Rätin am Institut für Zoologie der Tierärztlichen Hochschule Hannover. Im Juni 2005 habilitierte sie sich an der Tierärztlichen Hochschule Hannover. Seit Januar 2006 ist sie akademische Oberrätin und seit November 2009 ist sie außerplanmäßige Professorin am Institut für Zoologie der Tierärztlichen Hochschule Hannover.
Radespiel befasst sich vornehmlich mit der Verhaltensökologie, mit der Biodiversität und der Naturschutzgenetik, mit der Evolutionsbiologie sowie mit dem Fortpflanzungsverhalten. Zu ihren Forschungsprojekten zählen Studien über die akustische Kommunikation und Parasiteninfektionen bei Nasenaffen, die Diversität, Phylogeographie und Evolution bei Primaten: die Rolle von Sozialökologie, Kommunikation, Kognition und Parasitenbelastung, die Effekte der Habitatfragmentierung im Ökosystem „tropischer Regenwald“: Arten- und Naturschutzgenetik am Modell von Kleinsäugergemeinschaften des Tieflandregenwaldes entlang des Kinabatangan in Borneo, die Phylogeographie und Naturschutzgenetik von nachtaktiven Lemuren, die Evolution von pheromongebundener Kommunikation bei Primaten am Modell der Mausmakis, das Management und die Erhaltung von Mausmakis sowie die Verwandtenerkennung bei Mausmakis.
Seit 2013 ist sie Mitglied beim Netzwerk Operation Wallacea, ein Zusammenschluss von Akademikern europäischer und nordamerikanischer Universitäten, die Expeditionen zu Biodiversitäts- und Naturschutzforschungsprojekten konzipieren und durchführen.
Radespiel war an den wissenschaftlichen Erstbeschreibungen zum Rotschulter-Wieselmaki (Lepilemur aeeclis), zum Otto-Wieselmaki (Lepilemur otto), zum Randrianasolo-Wieselmaki (Lepilemur randrianasoli), zum Sahamalaza-Wieselmaki (Lepilemur sahamalazensis), zum Bongolava-Mausmaki (Microcebus bongolavensis), zum Danfoss-Mausmaki (Microcebus danfossi), zum Gerps Mausmaki (Microcebus gerpi), zum MacArthur-Mausmaki (Microcebus macarthurii), zum Goldbraunen Mausmaki (Microcebus ravelobensis) sowie über die Läuseart Lemurpediculus madagascariensis, die an Mausmakis parasitiert, beteiligt.
2016 veröffentlichte sie in Zusammenarbeit mit Shawn Lehman und Elke Zimmermann das Buch The Dwarf and Mouse Lemurs of Madagascar: Biology, Behavior and Conservation Biogeography of the Cheirogaleidae.